# Hřebenské lípy
Hřebenské lípy jsou památné stromy v Josefově, místní části Hřebeny v okrese Sokolov v Karlovarském kraji. Dvě lípy velkolisté (Tilia platyphyllos) rostou ve svahu mezi loukami jihovýchodně od hranice zástavby v části obce Hřebeny v nadmořské výšce 530 m. Obě lípy mají zajímavé, nízké, pohárovitě projmuté kmeny a po svahu velmi nápadné kořenové náběhy. Obvody jejich kmenů měří 475 a 238 cm, koruny stromů dosahují do výšky 25 m (měření 2005 a 2010). Lípy jsou chráněny od roku 2010 jako esteticky zajímavé stromy a významný krajinný prvek.

## Strom roku
V anketě Strom roku 2020 se lípy v Hřebenech umístily na 2. místě.

## Stromy v okolí
- Klenový troják v Hřebenech
- Jilm u Hřeben
- Borovice u Hartenberku
- Smrk pod Hartenberkem
- Borovice u Svatavy
- Kaštan v Markvarci
- Buky u černé kapličky